# Nervus infraorbitalis
De nervus infraorbitalis is een zenuw die betrokken is bij de innervatie van het gezicht. Het is een tak van de nervus maxillaris, die op zijn beurt een tak is van de nervus trigeminus. De nervus infraorbitalis loopt door de infraorbitale groeve en voorziet gevoelige informatie aan delen van het gezicht, waaronder de onderste oogleden, de zijkant van de neus, de bovenlip en de boventanden.

## Anatomie
De nervus infraorbitalis ontspringt vanuit de foramen infraorbitale, een opening aan de onderzijde van de oogkas. Vanuit het foramen loopt de zenuw in de infraorbitale groeve, die zich bevindt in het onderste deel van de oogkas. Vervolgens verlaat de zenuw het bot via het foramen infraorbitale en komt het in de weefsels van het gezicht terecht.

## Functie
De belangrijkste functie van de nervus infraorbitalis is het leveren van gevoelige informatie aan delen van het gezicht. Dit omvat de huid van de onderste oogleden, de zijkant van de neus, de bovenlip en de boventanden. De zenuw verzamelt sensaties, zoals pijn, temperatuur en tastzin, en stuurt deze signalen naar de hersenen, zodat we deze kunnen waarnemen en interpreteren.

## Klinische relevantie
De nervus infraorbitalis kan betrokken zijn bij verschillende medische aandoeningen. Schade of letsel aan de zenuw kan leiden tot gevoelloosheid, tintelingen of pijn in het verzorgingsgebied. In sommige gevallen kan een aandoening genaamd infraorbitale neuralgie optreden, waarbij de zenuw ontstoken raakt en chronische pijn veroorzaakt.
Behandelingen voor aandoeningen van de nervus infraorbitalis kunnen variëren, afhankelijk van de oorzaak en ernst van de symptomen. Dit kan onder meer het gebruik van medicijnen, fysiotherapie of in sommige gevallen chirurgie omvatten.